# Byton

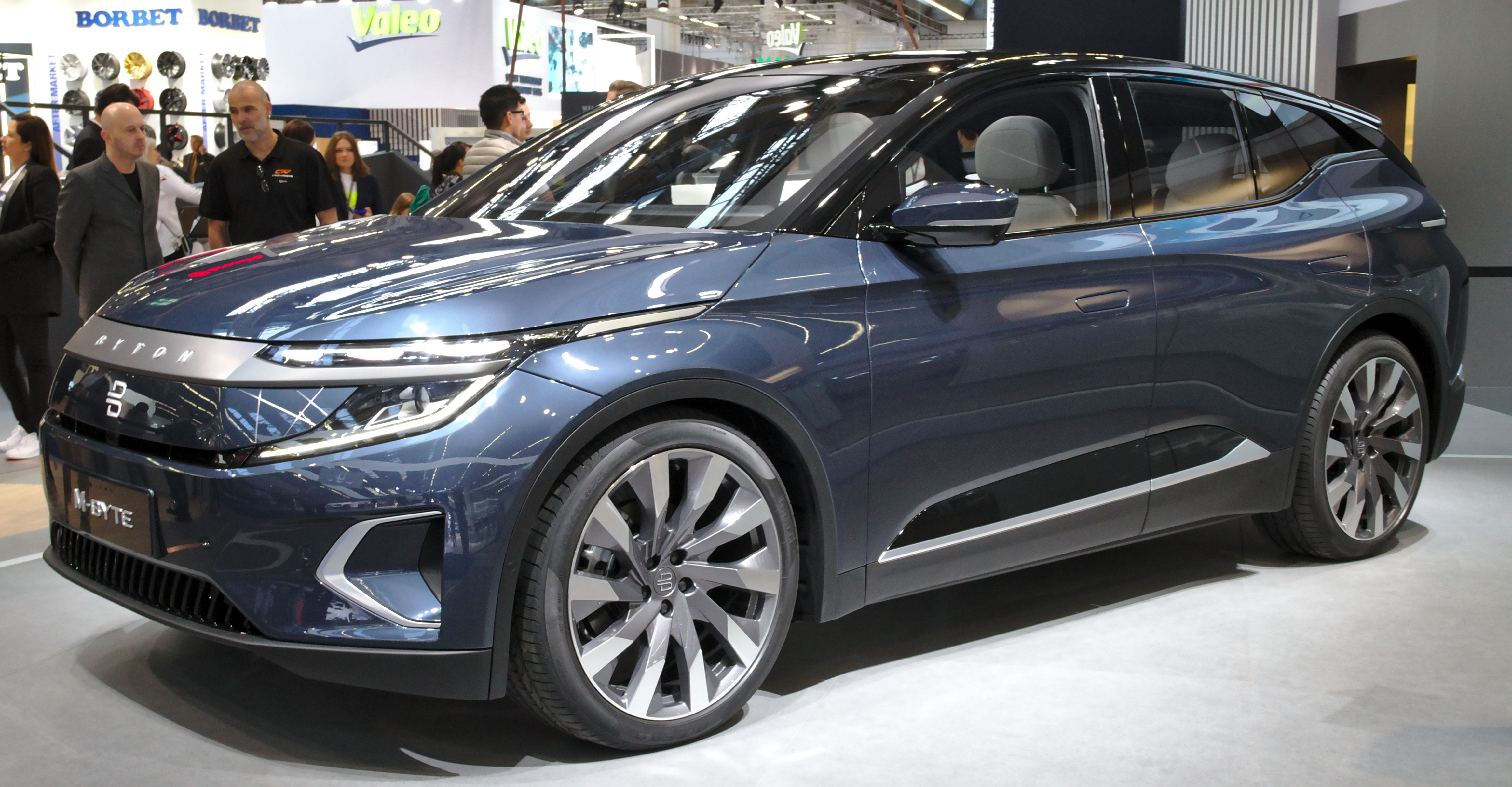
Byton M-Byte, IAA 2019, Frankfurt nad Menem

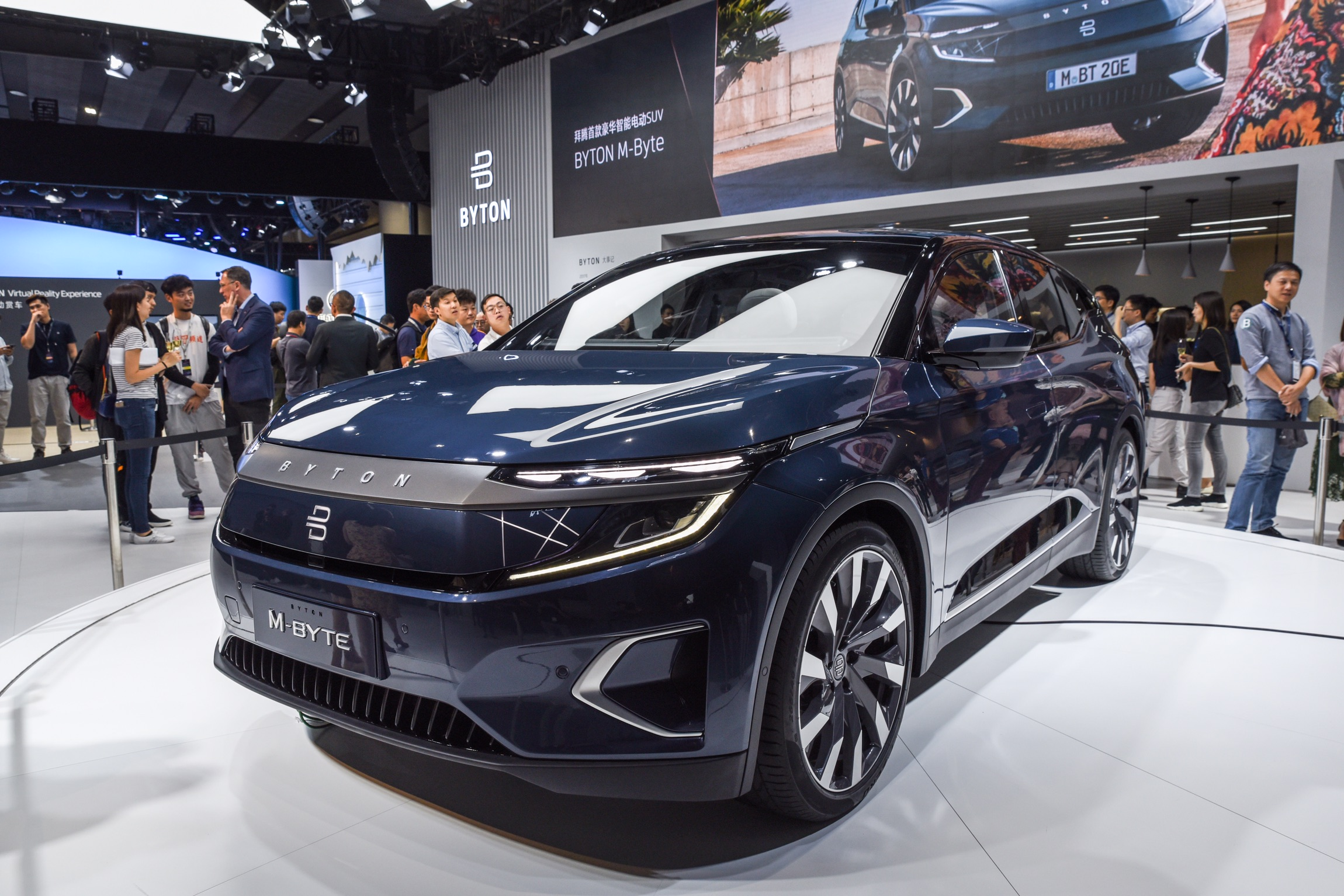
Byton M-Byte, Shanghai Auto Show 2019

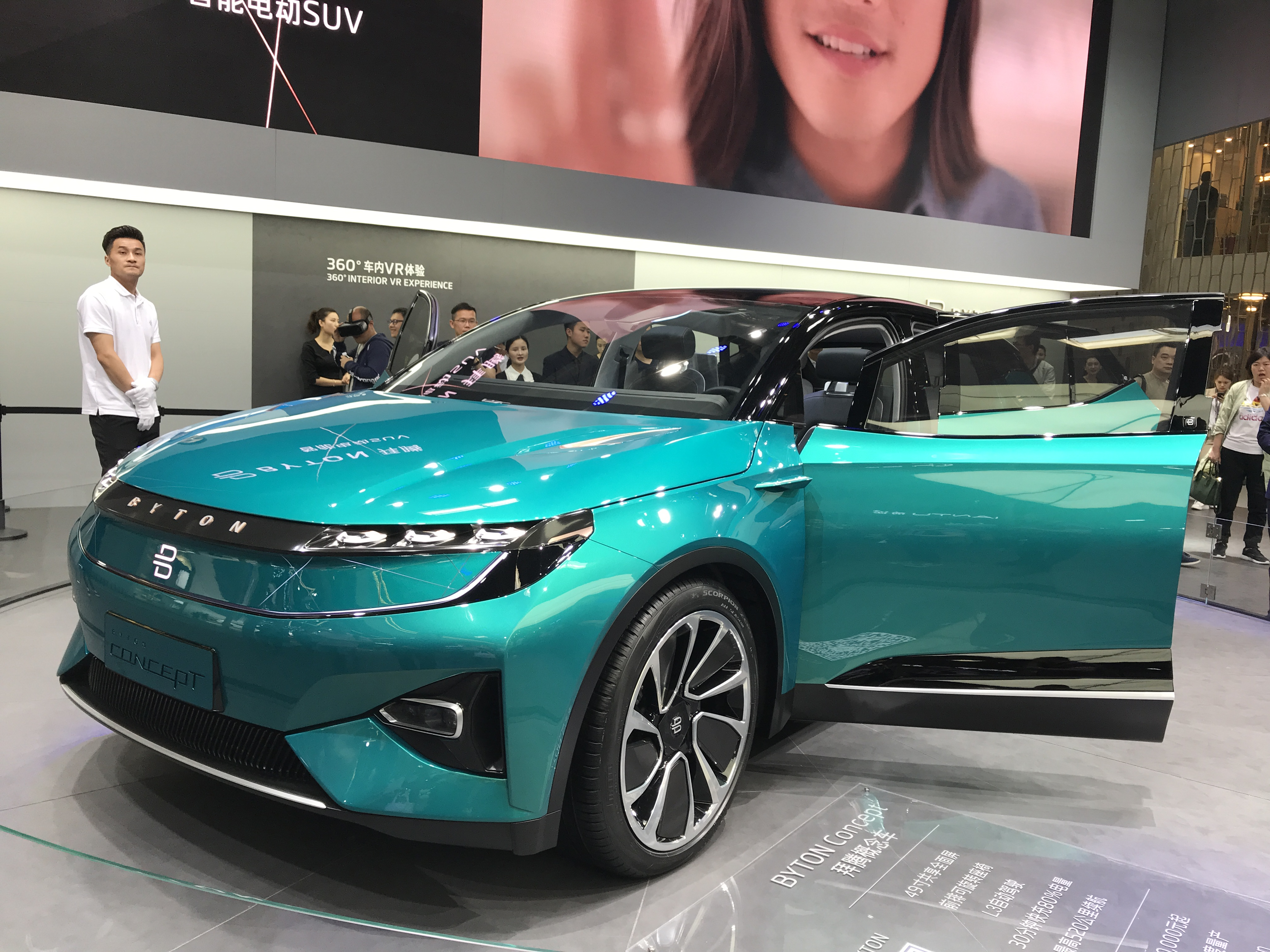
Byton M-Byte Concept

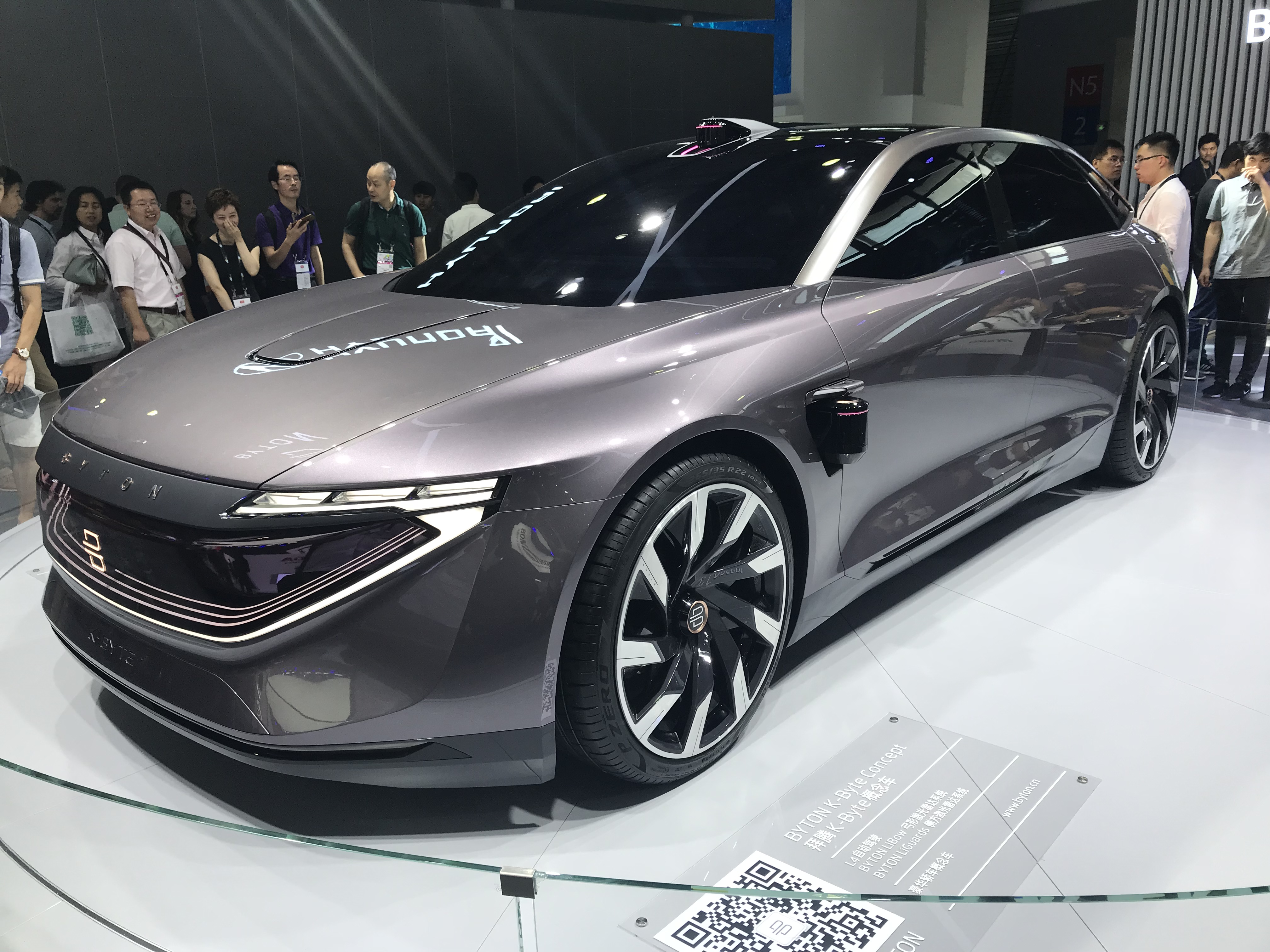
Byton K-Byte Concept

Byton – dawny chiński startup bez powodzenia planujący produkcję elektrycznego SUV-em i limuzyny z siedzibą w Nankinie działający w latach 2016–2021.

## Historia

### Future Mobility
Startup o pierwotnej nazwie Future Mobility został założony w 2016 roku w Nankinie z inicjatywy chińskiego przedsiębiorstwa Tencent i tajwańskiego Foxconn wraz z dwójką niemieckich managerów: Danielem Kirchertem, mieszkającym i pracującym dotychczas w Chinach dla lokalnego oddziału BMW oraz Carstena Breitfelda, wieloletniego inżyniera BMW działającego w monachijskiej centrali niemieckiej marki. Jako cel nowa inicjatywa obrała zbudowanie i skonstruowanie gamy nowoczesnych i luksusowych samochodów elektrycznych konkurujących z takimi amerykańskimi startupami, jak Tesla, Faraday Future czy Lucid Motors.
Na początku 2017 roku startup ogłosił detale związane z pierwszą dużą inwestycją startupu dotyczącą zakładu produkcyjnego. Wytypowano chińskie miasto Nankin, planując zainwestować tam w budowę 1,7 miliarda dolarów amerykańskich na zakłady zdolne do rocznej produkcji rzędu 150 tysięcy samochodów.

### Byton
W  styczniu 2018 roku Future Mobility zdecydowało obrać nową nazwę, Byton, przedstawiając zarazem studyjną zapowiedź swojego samochodu – wyższej klasy SUV-a o nazwie M-Byte Concept, planując prezentację seryjnej wersji w następnym roku. Pół roku później, w czerwcu 2018 roku, przedstawiono prototyp zapowiadający kolejny model Bytona - wyższej klasy sedana K-Byte, zapowiadając premierę i początek produkcji w 2020, a później ostatecznie w 2021 roku.
We wrześniu 2019 roku Byton przedstawił pierwszy produkcyjny pojazd, będący seryjną odmianą prototypu M-Byte Concept z 2018 roku. Produkcja SUV-a o napędzie elektrycznym miała rozpocząć się w drugiej połowie 2020 roku, docelowo obejmując zarówno wewnętrzny rynek chiński, jak i amerykański i europejski.

### Kryzys i upadłość
Po tym, jak w 2018 roku głównym inwestorem Bytona został potentat chińskiej branży motoryzacyjnej, państwowy koncern FAW Group, na początku 2020 roku współzałożyciel Bytona, Carsten Breitfeld, zdecydował się odejść ze startupu i przejść do amerykańskiego Faraday Future obejmując tam stanowisko dyrektora generalnego. Swoją decyzję tłumaczył „sprzeciwem wobec rosnących wpływów chińskiego rządu w przedsiębiorstwie”. Niespełna kilka miesięcy w później, w październiku 2020 w związku z pogłębiającym się kryzysem finansowym firmy odszedł z niej także drugi ze współzałożycieli, Daniel Kirchert.
W lipcu 2020 roku Byton był zmuszony wstrzymać prace nad rozpoczęciem produkcji swojego jedynego gotowego do niej modelu M-Byte, a także większość swoich operacji z powodu kłopotów finansowych wywołanych Pandemią COVID-19. Startup ogłosił restrukturyzację, której skutkiem były zwolnienia wśród zatrudnionych pracowników i poszukiwania nowych inwestorów. W kwietniu 2021 w ramach planu oszczędnościowego zamknięgo biuro Bytona w niemieckim Monachium.
Produkcji M-Byte nie udało się wznowić przez kolejny rok, jednak w sierpniu 2021 roku w Chinach sfotografowano zamaskowany egzemplarz podczas testów potwierdzających dalsze próby wdrożeniapojazdu do produkcji. Miesiąc wcześniej, Byton po zamknięciu oddziału w Niemczech zawiesił swoje oficjalne operacje także w Chinach. Z powodu braku pomyślnych perspektyw dla projektu, we wrześniu 2021 tajwański gigant Foxconn ogłosił wycofanie się z projektu Byton. Na początku listopada tego samego roku startup ogłosił bankructwo.

## Modele samochodów

### Historyczne
- M-Byte (2019)

### Studyjne
- Byton M-Byte Concept (2018)
- Byton K-Byte Concept (2018)